# Chowchow
De chowchow is een hondenras, behorend tot de Aziatische- en keeshonden van het oertype. De eerst bekende vorm kwam misschien al voor in het oude China, lang voor onze jaartelling. Nu is hij vooral in gebruik als huis- en waakhond, maar ooit werd hij gebruikt als jachthond.

## Uiterlijk
De schofthoogte van reuen is ongeveer 48-56 centimeter en van teven ongeveer 46-51 centimeter. Het gewicht varieert van 22 tot 35 kilogram. De dichte vacht kan lang- of kortharig zijn. De vachtkleuren zijn rood, zwart, fawn, blauw of crème, maar altijd eenkleurig. De rode langhaar komt het meest voor. Chowchows zijn goed herkenbaar aan hun blauwe tong en tandvlees.

## Aard
Het is een rustige, zelfverzekerde hond, moedig en waaks. Vereist een consequente opvoeding.

## Sociaal
Als ze van jongs af aan goed gesocialiseerd zijn kunnen ze wel met katten en andere huisdieren samen. Met kinderen kunnen ze meestal goed overweg, maar ze zijn wel wat dominant tegen andere honden. Ze blijven wel vrij onverschillig tot afwijzend tegen vreemden. Het zijn heel eigenwijze honden.

## Verzorging
Langharig
De langharige chowchow behoeft minstens eenmaal per week een grondige kam- en borstelbeurt. Tijdens de ruiperiode is zelfs een dagelijkse kambeurt nodig.
Kortharig
De kortharige chowchow kan met iets minder kambeurten toe, maar aangezien de ondervacht even dicht is als bij de langharige, moet hij tijdens de rui wel vaak gekamd worden.

## Fotogalerij

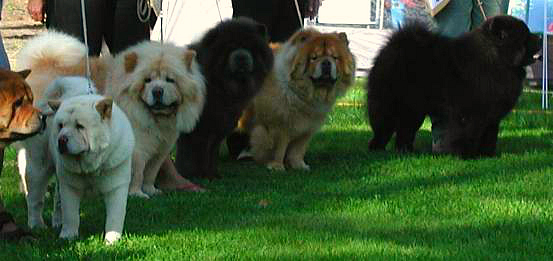
Diverse kleurslagen
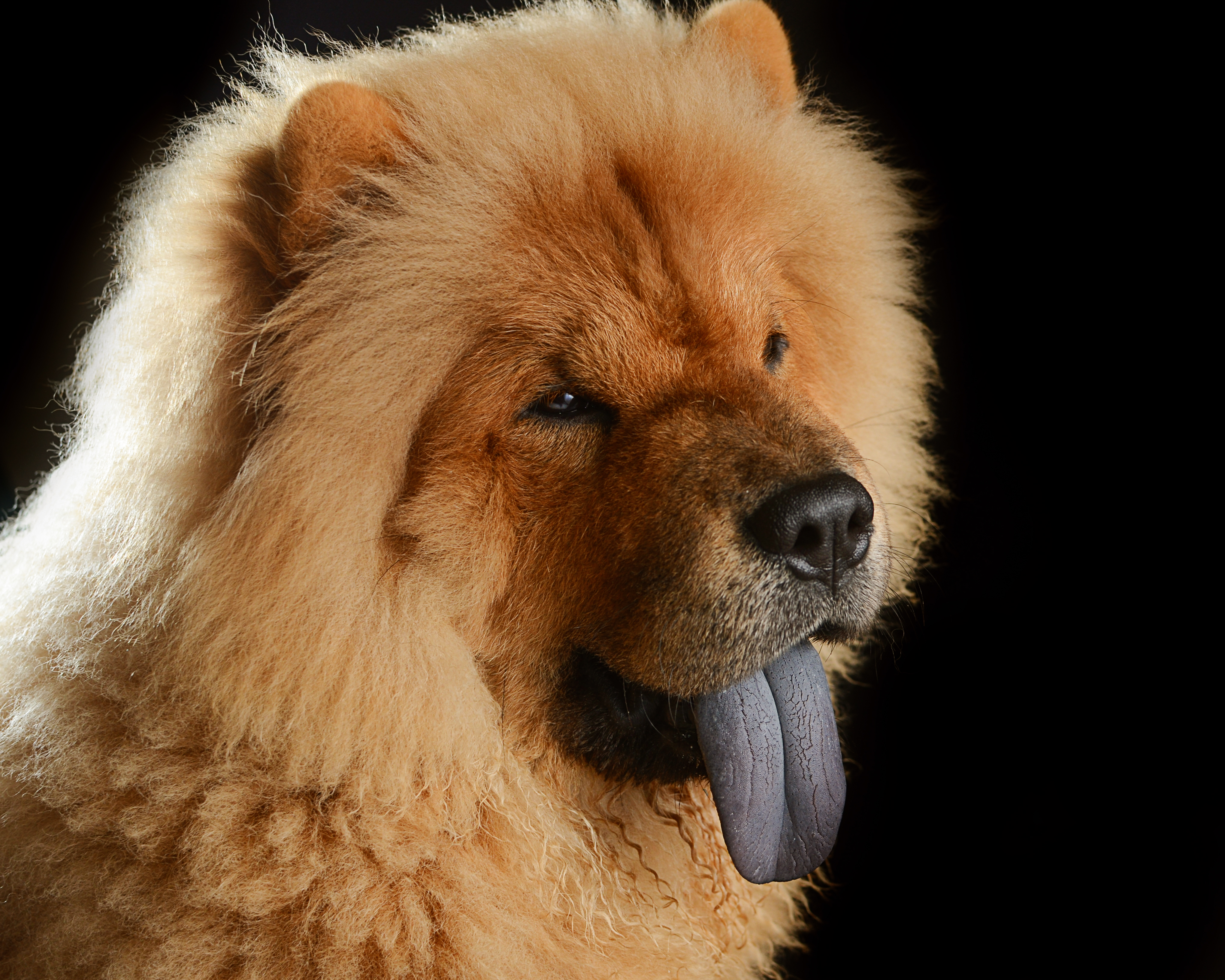
Blauwe tong
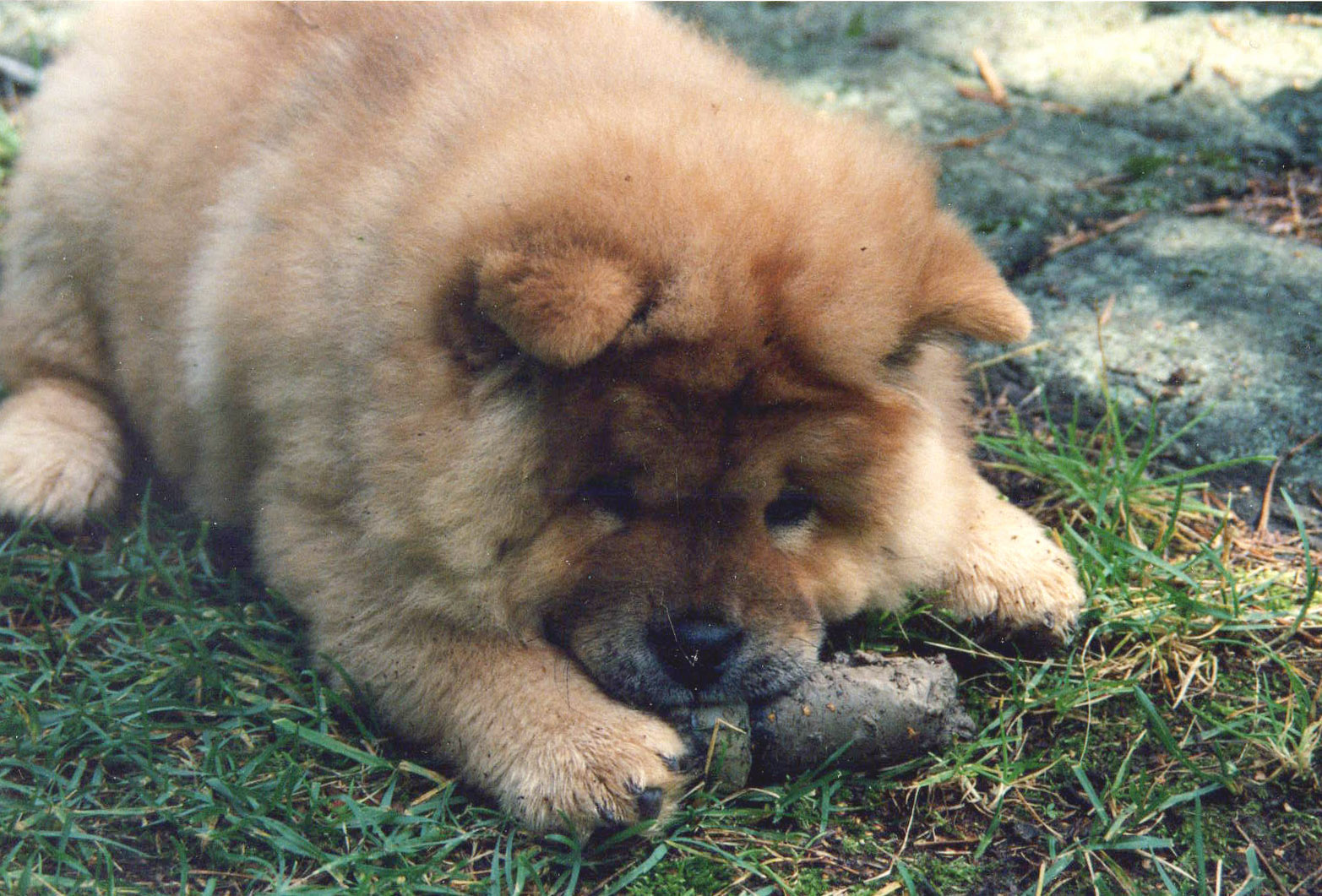
Puppy
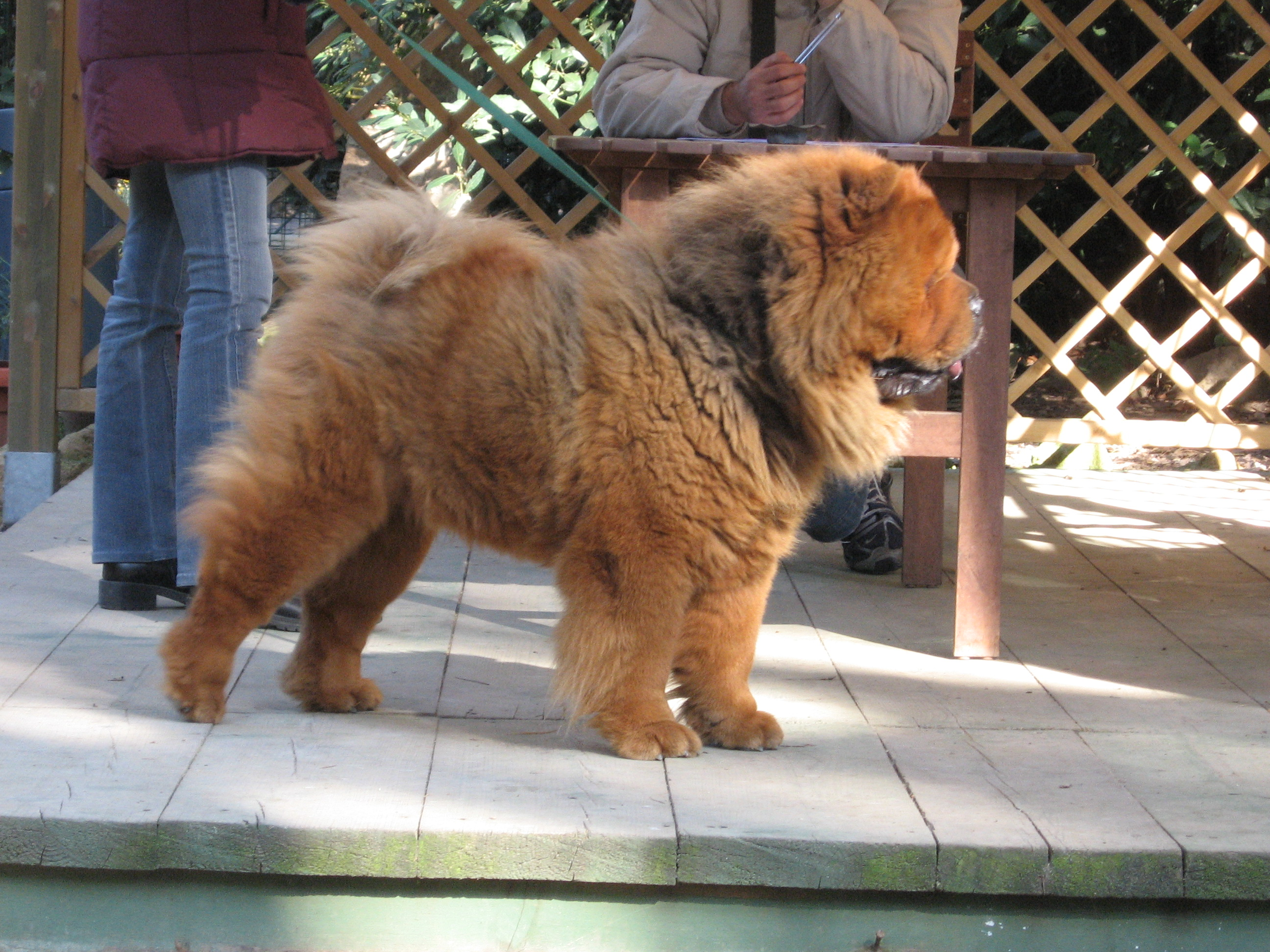

Akita ·
Amerikaanse akita ·
Alaska-malamute ·
Basenji ·
Canaänhond ·
Canadese eskimohond ·
Chowchow ·
Cirneco dell'Etna ·
Eurasiër ·
Europese sledehond ·
Faraohond ·
Finse lappenhond ·
Finse spits ·
Groenlandse hond ·
Hokkaido ·
IJslandse hond ·
Jämthund ·
Japanse spits ·
Kai ·
Karelische berenhond ·
Keeshond ·
Kintamanihond ·
Kishu ·
Koreaanse jindohond ·
Lapinporokoira ·
Mexicaanse naakthond ·
Noorse buhund ·
Noorse elandhond ·
Noorse lundehond ·
Norrbottenspets ·
Oost-Siberische laika ·
Peruaanse naakthond ·
Podenco canario ·
Podenco ibicenco ·
Podengo Português ·
Russisch-Europese laika ·
Samojeed ·
Shiba ·
Shikoku ·
Siberische husky ·
Taiwandog ·
Thai Bangkaew Dog ·
Thai ridgebackdog ·
Västgötaspets ·
Volpino italiano ·
Westsiberische laika ·
Yakut laika ·
Zweedse lappenhond
- Bibliothèque nationale de France: cb11949123s (data)
- Library of Congress Control Number: sh85025000
- Nationale Bibliotheek van Tsjechië: ph499502
- Nationale Bibliotheek van Israël: 987007285594105171